# Raw Air 2024
Die 7. Raw Air 2024 war eine Reihe von Skisprungwettkämpfen, die als Teil des Skisprung-Weltcups 2023/24 zwischen dem 8. und 17. März 2024 stattfand. Die Wettkämpfe wurden wie üblich alle in Norwegen auf drei verschiedenen Schanzen ausgetragen, nämlich (in chronologischer Reihenfolge) auf der Großschanze von Oslo, der Normal- und der Großschanze von Trondheim sowie auf der Skiflugschanze von Vikersund. Für die Frauen war es die fünfte Austragung des Wettbewerbs und erstmals mit der gleichen Anzahl von Wettbewerben wie die Männer. Weder bei den Frauen noch bei den Männern fanden in diesem Jahr Teamwettbewerbe statt.
Titelverteidiger der Raw Air 2023 waren die Slowenin Ema Klinec sowie der Norweger Halvor Egner Granerud. Neue Sieger wurden die Norwegerin Eirin Maria Kvandal sowie der Österreicher Stefan Kraft.
Es wurden bei Frauen und Männern gleiche Preisgelder gezahlt.

## Herren

### Teilnehmer
Es nahmen 56 Athleten aus 15 Nationen an der Raw Air der Herren 2024 teil:
| Nation             | Anzahl | Athleten |
| ------------------ | ------ | --- |
| Norwegen           | 10     | Johann André Forfang, Halvor Egner Granerud, Robert Johansson, Sindre Ulven Jørgensen, Marius Lindvik, Benjamin Østvold, Robin Pedersen, Kristoffer Eriksen Sundal, Daniel-André Tande, Fredrik Villumstad |
| Bulgarien          | 01     | Wladimir Sografski |
| Deutschland        | 06     | Karl Geiger, Stephan Leyhe, Pius Paschke, Philipp Raimund, Constantin Schmid, Andreas Wellinger |
| Estland            | 01     | Artti Aigro |
| Finnland           | 04     | Antti Aalto, Niko Kytösaho, Eetu Nousiainen, Kasperi Valto |
| Frankreich         | 01     | Valentin Foubert |
| Italien            | 03     | Giovanni Bresadola, Andrea Campregher, Alex Insam |
| Japan              | 05     | Noriaki Kasai, Junshirō Kobayashi, Ryōyū Kobayashi, Ren Nikaidō, Keiichi Satō |
| Österreich         | 06     | Manuel Fettner, Michael Hayböck, Jan Hörl, Daniel Huber, Stefan Kraft, Daniel Tschofenig |
| Polen              | 05     | Maciej Kot, Dawid Kubacki, Kamil Stoch, Aleksander Zniszczoł, Piotr Żyła |
| Schweiz            | 04     | Gregor Deschwanden, Remo Imhof, Killian Peier, Yanick Wasser |
| Slowenien          | 05     | Lovro Kos, Anže Lanišek, Domen Prevc, Peter Prevc, Timi Zajc |
| Tschechien         | 01     | Roman Koudelka |
| Ukraine            | 02     | Witalij Kalinitschenko, Jewhen Marussjak |
| Vereinigte Staaten | 02     | Erik Belshaw, Tate Frantz |

### Übersicht
| Datum         | Ort           | Schanze                | Anmerkung                | Sieger                                                  | Zweiter                                                 | Dritter                                                 | Führender    |
| ------------- | ------------- | ---------------------- | ------------------------ | ------------------------------------------------------- | ------------------------------------------------------- | ------------------------------------------------------- | ------------ |
| 08. März 2024 | Oslo          | Holmenkollbakken HS134 | Prolog                   | Daniel Huber                                            | Johann André Forfang                                    | Marius Lindvik                                          | Daniel Huber |
| 09. März 2024 | Oslo          | Holmenkollbakken HS134 | Einzel                   | Stefan Kraft                                            | Kristoffer Eriksen Sundal                               | Jan Hörl                                                | Daniel Huber |
| 10. März 2024 | Oslo          | Holmenkollbakken HS134 | Prolog                   | Stefan Kraft                                            | Ryōyū Kobayashi                                         | Manuel Fettner                                          | Stefan Kraft |
| 10. März 2024 | Oslo          | Holmenkollbakken HS134 | Einzel                   | Johann André Forfang                                    | Ryōyū Kobayashi                                         | Stefan Kraft                                            | Stefan Kraft |
| 12. März 2024 | Trondheim     | Granåsen HS105         | Einzel                   | Ryōyū Kobayashi                                         | Peter Prevc                                             | Jan Hörl                                                | Stefan Kraft |
| 13. März 2024 | Trondheim     | Granåsen HS138         | Einzel                   | Stefan Kraft                                            | Daniel Tschofenig                                       | Jan Hörl                                                | Stefan Kraft |
| 15. März 2024 | Vikersund     | Vikersundbakken HS240  | Skifliegen Prolog        | Peter Prevc                                             | Stefan Kraft                                            | Daniel Huber                                            | Stefan Kraft |
| 16. März 2024 | Vikersund     | Vikersundbakken HS240  | Skifliegen Einzel        | Wettbewerb wegen starken Windes auf 17. März verschoben | Wettbewerb wegen starken Windes auf 17. März verschoben | Wettbewerb wegen starken Windes auf 17. März verschoben | Stefan Kraft |
| 17. März 2024 | Vikersund     | Vikersundbakken HS240  | Skifliegen Einzel        | Stefan Kraft                                            | Daniel Huber                                            | Domen Prevc                                             | Stefan Kraft |
| 17. März 2024 | Vikersund     | Vikersundbakken HS240  | Skifliegen Supereinzel 1 | Daniel Huber                                            | Stefan Kraft                                            | Timi Zajc                                               | Stefan Kraft |
| Gesamtwertung | Gesamtwertung | Gesamtwertung          | Gesamtwertung            | Stefan Kraft                                            | Peter Prevc                                             | Daniel Huber                                            | –            |

### Wettkämpfe

#### Oslo
Holmenkollbakken, HS134

##### Prolog
Der Prolog zum ersten Einzelwettbewerb in Oslo fand am 8. März 2024 statt.
| Rang | Name                      | Weite   | Punkte |
| ---- | ------------------------- | ------- | ------ |
| 01.  | Daniel Huber              | 134,5 m | 141,8  |
| 02.  | Johann André Forfang      | 133,0 m | 137,9  |
| 03.  | Marius Lindvik            | 133,0 m | 136,1  |
| 04.  | Peter Prevc               | 132,0 m | 132,9  |
| 05.  | Manuel Fettner            | 128,5 m | 129,7  |
| 05.  | Philipp Raimund           | 129,5 m | 129,7  |
| 07.  | Robert Johansson          | 129,0 m | 129,1  |
| 08.  | Eetu Nousiainen           | 130,0 m | 128,8  |
| 09.  | Ren Nikaidō               | 128,0 m | 128,6  |
| 10.  | Ryōyū Kobayashi           | 127,0 m | 128,1  |
| 11.  | Michael Hayböck           | 126,0 m | 127,7  |
| 12.  | Jan Hörl                  | 126,5 m | 127,4  |
| 12.  | Timi Zajc                 | 128,0 m | 127,4  |
| 14.  | Daniel Tschofenig         | 128,0 m | 126,4  |
| 15.  | Andreas Wellinger         | 128,0 m | 125,9  |
| 16.  | Stefan Kraft              | 125,0 m | 124,4  |
| 16.  | Halvor Egner Granerud     | 125,5 m | 124,4  |
| 18.  | Niko Kytösaho             | 124,5 m | 122,1  |
| 19.  | Alex Insam                | 125,5 m | 121,9  |
| 20.  | Aleksander Zniszczoł      | 127,0 m | 121,7  |
| 21.  | Killian Peier             | 124,5 m | 120,3  |
| 22.  | Benjamin Østvold          | 122,0 m | 118,4  |
| 23.  | Lovro Kos                 | 122,5 m | 117,9  |
| 24.  | Daniel-André Tande        | 121,0 m | 117,7  |
| 25.  | Junshirō Kobayashi        | 122,0 m | 116,2  |
| 26.  | Pius Paschke              | 122,0 m | 115,8  |
| 27.  | Dawid Kubacki             | 121,5 m | 115,4  |
| 28.  | Erik Belshaw              | 123,0 m | 114,7  |
| 29.  | Kamil Stoch               | 122,0 m | 114,6  |
| 30.  | Anže Lanišek              | 120,0 m | 114,3  |
| 31.  | Piotr Żyła                | 121,0 m | 114,0  |
| 32.  | Keiichi Satō              | 122,5 m | 113,5  |
| 33.  | Valentin Foubert          | 121,0 m | 112,3  |
| 34.  | Wladimir Sografski        | 118,5 m | 111,8  |
| 35.  | Fredrik Villumstad        | 121,0 m | 111,1  |
| 36.  | Karl Geiger               | 119,0 m | 110,4  |
| 37.  | Kristoffer Eriksen Sundal | 117,0 m | 109,7  |
| 38.  | Roman Koudelka            | 117,5 m | 109,5  |
| 39.  | Antti Aalto               | 118,0 m | 108,2  |
| 40.  | Gregor Deschwanden        | 118,5 m | 108,1  |
| 41.  | Tate Frantz               | 117,5 m | 107,8  |
| 42.  | Maciej Kot                | 117,5 m | 106,6  |
| 43.  | Jewhen Marussjak          | 121,0 m | 105,5  |
| 44.  | Yanick Wasser             | 116,0 m | 103,7  |
| 45.  | Domen Prevc               | 116,0 m | 103,5  |
| 46.  | Sindre Ulven Jørgensen    | 115,0 m | 101,8  |
| 47.  | Noriaki Kasai             | 117,0 m | 101,4  |
| 48.  | Constantin Schmid         | 114,5 m | 101,1  |
| 49.  | Giovanni Bresadola        | 114,0 m | 099,3  |
| 49.  | Robin Pedersen            | 114,5 m | 099,3  |

##### Einzel I
Der erste Einzelwettbewerb in Oslo fand am 9. März 2024 statt.
| Rang | Name                      | Weite 1 | Weite 2 | Punkte |
| ---- | ------------------------- | ------- | ------- | ------ |
| 01.  | Stefan Kraft              | 132,0 m | 133,0 m | 255,0  |
| 02.  | Kristoffer Eriksen Sundal | 127,5 m | 131,0 m | 246,2  |
| 03.  | Jan Hörl                  | 127,5 m | 129,5 m | 242,5  |
| 04.  | Michael Hayböck           | 127,5 m | 133,0 m | 241,2  |
| 05.  | Johann André Forfang      | 128,0 m | 131,0 m | 240,8  |
| 06.  | Daniel Huber              | 128,5 m | 129,0 m | 240,4  |
| 07.  | Timi Zajc                 | 130,5 m | 130,0 m | 236,5  |
| 08.  | Peter Prevc               | 124,0 m | 134,0 m | 233,7  |
| 09.  | Marius Lindvik            | 130,0 m | 127,5 m | 228,0  |
| 10.  | Domen Prevc               | 120,0 m | 125,5 m | 226,7  |
| 11.  | Anže Lanišek              | 127,0 m | 127,0 m | 226,2  |
| 12.  | Piotr Żyła                | 125,0 m | 125,0 m | 225,3  |
| 13.  | Ren Nikaidō               | 126,5 m | 123,5 m | 224,9  |
| 14.  | Pius Paschke              | 127,0 m | 127,0 m | 222,4  |
| 15.  | Roman Koudelka            | 125,0 m | 122,5 m | 221,9  |

| Rang | Name                  | Weite 1 | Weite 2 | Punkte |
| ---- | --------------------- | ------- | ------- | ------ |
| 16.  | Kamil Stoch           | 128,0 m | 121,5 m | 221,1  |
| 17.  | Niko Kytösaho         | 126,0 m | 121,5 m | 218,7  |
| 18.  | Lovro Kos             | 121,5 m | 129,0 m | 218,5  |
| 19.  | Manuel Fettner        | 120,0 m | 130,5 m | 218,1  |
| 20.  | Andreas Wellinger     | 126,0 m | 124,5 m | 216,1  |
| 21.  | Junshirō Kobayashi    | 127,5 m | 118,0 m | 210,9  |
| 22.  | Benjamin Østvold      | 122,5 m | 115,5 m | 203,9  |
| 23.  | Fredrik Villumstad    | 125,0 m | 111,0 m | 201,6  |
| 24.  | Tate Frantz           | 125,0 m | 116,0 m | 201,4  |
| 25.  | Gregor Deschwanden    | 120,5 m | 114,5 m | 198,4  |
| 26.  | Giovanni Bresadola    | 119,5 m | 116,0 m | 196,4  |
| 27.  | Halvor Egner Granerud | 118,0 m | 111,5 m | 189,6  |
| 28.  | Constantin Schmid     | 118,5 m | 110,0 m | 186,5  |
| 29.  | Daniel-André Tande    | 126,0 m | 106,5 m | 184,3  |
| 30.  | Maciej Kot            | 120,0 m | 108,0 m | 175,7  |

##### Prolog
Der Prolog zum zweiten Einzelwettbewerb in Oslo fand am 10. März 2024 statt.
| Rang | Name                      | Weite   | Punkte |
| ---- | ------------------------- | ------- | ------ |
| 01.  | Stefan Kraft              | 130,0 m | 139,2  |
| 02.  | Ryōyū Kobayashi           | 136,0 m | 134,0  |
| 03.  | Manuel Fettner            | 131,0 m | 132,9  |
| 04.  | Daniel Huber              | 125,5 m | 131,6  |
| 05.  | Aleksander Zniszczoł      | 132,5 m | 130,3  |
| 06.  | Giovanni Bresadola        | 132,0 m | 130,2  |
| 07.  | Timi Zajc                 | 129,0 m | 130,1  |
| 08.  | Anže Lanišek              | 128,5 m | 129,9  |
| 09.  | Erik Belshaw              | 133,0 m | 129,5  |
| 10.  | Marius Lindvik            | 125,0 m | 128,0  |
| 11.  | Jan Hörl                  | 126,0 m | 126,8  |
| 12.  | Andreas Wellinger         | 128,0 m | 125,9  |
| 13.  | Dawid Kubacki             | 130,0 m | 125,4  |
| 14.  | Domen Prevc               | 129,0 m | 125,3  |
| 15.  | Jewhen Marussjak          | 130,0 m | 124,9  |
| 16.  | Peter Prevc               | 126,0 m | 124,6  |
| 17.  | Ren Nikaidō               | 125,5 m | 123,6  |
| 18.  | Piotr Żyła                | 127,0 m | 123,2  |
| 18.  | Pius Paschke              | 125,0 m | 123,2  |
| 20.  | Johann André Forfang      | 123,5 m | 122,5  |
| 21.  | Killian Peier             | 125,5 m | 121,2  |
| 22.  | Daniel Tschofenig         | 122,5 m | 120,9  |
| 23.  | Michael Hayböck           | 125,5 m | 120,5  |
| 24.  | Fredrik Villumstad        | 127,5 m | 118,9  |
| 24.  | Gregor Deschwanden        | 123,0 m | 118,9  |
| 26.  | Alex Insam                | 125,5 m | 118,6  |
| 27.  | Stefan Leyhe              | 127,0 m | 117,7  |
| 28.  | Tate Frantz               | 126,5 m | 117,1  |
| 29.  | Maciej Kot                | 122,0 m | 116,4  |
| 30.  | Wladimir Sografski        | 124,5 m | 115,2  |
| 31.  | Junshirō Kobayashi        | 124,5 m | 113,5  |
| 32.  | Philipp Raimund           | 127,0 m | 113,3  |
| 33.  | Eetu Nousiainen           | 121,0 m | 113,0  |
| 34.  | Halvor Egner Granerud     | 123,0 m | 111,3  |
| 35.  | Robert Johansson          | 118,0 m | 111,2  |
| 36.  | Constantin Schmid         | 121,5 m | 110,5  |
| 37.  | Lovro Kos                 | 118,5 m | 110,0  |
| 38.  | Niko Kytösaho             | 116,0 m | 109,7  |
| 39.  | Roman Koudelka            | 116,5 m | 109,4  |
| 40.  | Kamil Stoch               | 117,5 m | 108,5  |
| 41.  | Kristoffer Eriksen Sundal | 129,5 m | 108,0  |
| 42.  | Artti Aigro               | 121,5 m | 107,1  |
| 43.  | Karl Geiger               | 119,5 m | 104,1  |
| 44.  | Keiichi Satō              | 121,0 m | 102,6  |
| 45.  | Yanick Wasser             | 115,0 m | 095,5  |
| 46.  | Kasperi Valto             | 114,0 m | 094,5  |
| 47.  | Antti Aalto               | 109,0 m | 092,6  |
| 48.  | Valentin Foubert          | 110,0 m | 091,7  |
| 49.  | Andrea Campregher         | 106,0 m | 080,5  |
| 50.  | Witalij Kalinitschenko    | 104,5 m | 079,7  |

##### Einzel II
Der zweite Einzelwettbewerb in Oslo fand am 10. März 2024 statt.
| Rang | Name                 | Weite 1 | Weite 2 | Punkte |
| ---- | -------------------- | ------- | ------- | ------ |
| 01.  | Johann André Forfang | 133,5 m | 128,0 m | 261,0  |
| 02.  | Ryōyū Kobayashi      | 129,0 m | 127,5 m | 260,0  |
| 03.  | Stefan Kraft         | 132,0 m | 124,0 m | 254,9  |
| 04.  | Domen Prevc          | 134,5 m | 121,0 m | 254,7  |
| 05.  | Robert Johansson     | 131,0 m | 127,5 m | 253,1  |
| 06.  | Jan Hörl             | 127,0 m | 128,0 m | 251,5  |
| 07.  | Niko Kytösaho        | 131,5 m | 124,5 m | 248,2  |
| 08.  | Andreas Wellinger    | 123,0 m | 128,5 m | 245,9  |
| 09.  | Ren Nikaido          | 124,0 m | 126,5 m | 244,4  |
| 10.  | Aleksander Zniszczoł | 126,0 m | 124,0 m | 243,3  |
| 11.  | Peter Prevc          | 128,0 m | 121,0 m | 243,1  |
| 12.  | Michael Hayböck      | 129,5 m | 125,0 m | 243,0  |
| 13.  | Lovro Kos            | 137,0 m | 120,5 m | 242,5  |
| 14.  | Marius Lindvik       | 123,5 m | 127,0 m | 242,4  |
| 15.  | Daniel Tschofenig    | 130,5 m | 118,5 m | 240,2  |

| Rang | Name               | Weite 1 | Weite 2 | Punkte |
| ---- | ------------------ | ------- | ------- | ------ |
| 16.  | Philipp Raimund    | 129,5 m | 120,5 m | 233,9  |
| 17.  | Anže Lanišek       | 124,5 m | 117,5 m | 232,6  |
| 18.  | Roman Koudelka     | 121,5 m | 125,5 m | 227,9  |
| 19.  | Piotr Żyła         | 126,5 m | 116,0 m | 225,6  |
| 20.  | Timi Zajc          | 119,0 m | 123,5 m | 224,3  |
| 21.  | Maciej Kot         | 126,0 m | 116,0 m | 221,3  |
| 22.  | Gregor Deschwanden | 122,0 m | 123,5 m | 219,7  |
| 23.  | Constantin Schmid  | 122,5 m | 118,5 m | 218,2  |
| 24.  | Wladimir Sografski | 121,0 m | 120,0 m | 217,8  |
| 25.  | Pius Paschke       | 125,5 m | 117,5 m | 216,2  |
| 26.  | Giovanni Bresadola | 121,5 m | 118,5 m | 211,5  |
| 27.  | Eetu Nousiainen    | 126,5 m | 111,5 m | 209,9  |
| 28.  | Keiichi Satō       | 123,5 m | 112,5 m | 206,7  |
| 29.  | Manuel Fettner     | 121,0 m | 111,5 m | 203,7  |
| 30.  | Stefan Leyhe       | 120,0 m | 113,0 m | 203,6  |

#### Trondheim
Granåsen Skisenter, HS105 und HS138

##### Einzel Normalschanze
Der erste Einzelwettbewerb in Trondheim fand am 12. März 2024 auf der Normalschanze (HS 105) statt.
| Rang | Name                  | Weite 1 | Weite 2 | Punkte |
| ---- | --------------------- | ------- | ------- | ------ |
| 01.  | Ryōyū Kobayashi       | 106,0 m | 099,0 m | 280,9  |
| 02.  | Peter Prevc           | 102,5 m | 097,5 m | 280,0  |
| 03.  | Jan Hörl              | 102,0 m | 102,5 m | 279,0  |
| 04.  | Andreas Wellinger     | 101,5 m | 099,5 m | 277,6  |
| 05.  | Stefan Kraft          | 099,5 m | 103,5 m | 276,7  |
| 06.  | Philipp Raimund       | 101,0 m | 101,5 m | 274,7  |
| 07.  | Halvor Egner Granerud | 102,5 m | 103,5 m | 273,7  |
| 08.  | Daniel Huber          | 103,0 m | 101,0 m | 271,3  |
| 09.  | Roman Koudelka        | 102,0 m | 098,0 m | 271,2  |
| 10.  | Johann André Forfang  | 099,0 m | 102,5 m | 267,9  |
| 11.  | Marius Lindvik        | 098,0 m | 100,5 m | 267,4  |
| 12.  | Alex Insam            | 101,5 m | 101,5 m | 266,9  |
| 13.  | Gregor Deschwanden    | 100,0 m | 100,0 m | 263,9  |
| 14.  | Michael Hayböck       | 099,0 m | 100,0 m | 263,1  |
| 14.  | Daniel Tschofenig     | 102,0 m | 100,0 m | 263,1  |

| Rang | Name | Weite 1 | Weite 2 | Punkte |
| ---- | ---- | ------- | ------- | ------ |
| 16.  |      | m       | m       |        |
| 17.  |      | m       | m       |        |
| 18.  |      | m       | m       |        |
| 19.  |      | m       | m       |        |
| 20.  |      | m       | m       |        |
| 21.  |      | m       | m       |        |
| 22.  |      | m       | m       |        |
| 23.  |      | m       | m       |        |
| 24.  |      | m       | m       |        |
| 25.  |      | m       | m       |        |
| 26.  |      | m       | m       |        |
| 27.  |      | m       | m       |        |
| 28.  |      | m       | m       |        |
| 29.  |      | m       | m       |        |
| 30.  |      | m       | m       |        |

##### Einzel Großschanze
Der zweite Einzelwettbewerb in Trondheim fand am 13. März 2024 auf der Großschanze (HS 138) statt.
| Rang | Name                 | Weite 1 | Weite 2 | Punkte |
| ---- | -------------------- | ------- | ------- | ------ |
| 01.  | Stefan Kraft         | 137,5 m | 134,0 m | 291,8  |
| 02.  | Daniel Tschofenig    | 135,0 m | 132,5 m | 290,8  |
| 03.  | Jan Hörl             | 130,5 m | 138,0 m | 288,8  |
| 04.  | Daniel Huber         | 133,5 m | 138,0 m | 277,8  |
| 05.  | Peter Prevc          | 128,0 m | 135,0 m | 274,4  |
| 06.  | Michael Hayböck      | 126,0 m | 137,0 m | 270,1  |
| 07.  | Gregor Deschwanden   | 130,5 m | 128,5 m | 266,8  |
| 08.  | Johann André Forfang | 133,0 m | 139,0 m | 265,0  |
| 09.  | Marius Lindvik       | 125,0 m | 134,5 m | 264,6  |
| 09.  | Anže Lanišek         | 125,0 m | 130,5 m | 264,6  |
| 11.  | Pius Paschke         | 124,5 m | 130,5 m | 259,9  |
| 11.  | Benjamin Østvold     | 131,0 m | 134,0 m | 259,9  |
| 13.  | Philipp Raimund      | 135,5 m | 136,5 m | 259,4  |
| 14.  | Ryōyū Kobayashi      | 126,5 m | 127,5 m | 259,3  |
| 14.  | Dawid Kubacki        | 127,5 m | 130,5 m | 259,3  |

| Rang | Name | Weite 1 | Weite 2 | Punkte |
| ---- | ---- | ------- | ------- | ------ |
| 16.  |      | m       | m       |        |
| 17.  |      | m       | m       |        |
| 18.  |      | m       | m       |        |
| 19.  |      | m       | m       |        |
| 20.  |      | m       | m       |        |
| 21.  |      | m       | m       |        |
| 22.  |      | m       | m       |        |
| 23.  |      | m       | m       |        |
| 24.  |      | m       | m       |        |
| 25.  |      | m       | m       |        |
| 26.  |      | m       | m       |        |
| 27.  |      | m       | m       |        |
| 28.  |      | m       | m       |        |
| 29.  |      | m       | m       |        |
| 30.  |      | m       | m       |        |

#### Vikersund
Vikersundbakken, HS240

##### Prolog
Der Prolog zum Einzelwettbewerb in Vikersund fand am 15. März 2024 statt.
| Rang | Name                   | Weite   | Punkte |
| ---- | ---------------------- | ------- | ------ |
| 01.  | Peter Prevc            | 235,5 m | 228,3  |
| 02.  | Stefan Kraft           | 233,0 m | 224,8  |
| 03.  | Daniel Huber           | 238,0 m | 223,4  |
| 04.  | Ryōyū Kobayashi        | 230,0 m | 214,7  |
| 05.  | Aleksander Zniszczoł   | 228,5 m | 210,8  |
| 06.  | Niko Kytösaho          | 229,0 m | 209,4  |
| 06.  | Johann André Forfang   | 220,0 m | 209,4  |
| 08.  | Gregor Deschwanden     | 228,0 m | 208,0  |
| 09.  | Robert Johansson       | 225,5 m | 205,3  |
| 10.  | Andreas Wellinger      | 221,0 m | 203,6  |
| 11.  | Pius Paschke           | 222,5 m | 201,8  |
| 12.  | Jewhen Marussjak       | 223,0 m | 199,9  |
| 13.  | Timi Zajc              | 215,5 m | 196,7  |
| 14.  | Michael Hayböck        | 213,0 m | 194,4  |
| 15.  | Karl Geiger            | 217,0 m | 193,8  |
| 16.  | Giovanni Bresadola     | 215,0 m | 193,5  |
| 17.  | Lovro Kos              | 212,5 m | 192,3  |
| 18.  | Halvor Egner Granerud  | 210,5 m | 189,8  |
| 19.  | Anže Lanišek           | 210,5 m | 189,7  |
| 20.  | Ren Nikaido            | 210,0 m | 189,3  |
| 21.  | Daniel Tschofenig      | 209,0 m | 187,2  |
| 22.  | Stephan Leyhe          | 213,5 m | 187,0  |
| 23.  | Domen Prevc            | 206,5 m | 186,9  |
| 24.  | Tate Frantz            | 211,0 m | 183,8  |
| 25.  | Junshirō Kobayashi     | 210,0 m | 183,2  |
| 26.  | Erik Belshaw           | 204,0 m | 183,1  |
| 27.  | Benjamin Østvold       | 209,5 m | 182,8  |
| 28.  | Marius Lindvik         | 200,5 m | 180,1  |
| 29.  | Manuel Fettner         | 206,0 m | 178,1  |
| 30.  | Jan Hörl               | 197,0 m | 177,3  |
| 31.  | Philipp Raimund        | 202,0 m | 176,3  |
| 32.  | Kasperi Valto          | 204,5 m | 175,8  |
| 33.  | Kamil Stoch            | 197,0 m | 174,4  |
| 34.  | Alex Insam             | 201,0 m | 172,0  |
| 35.  | Noriaki Kasai          | 200,0 m | 171,1  |
| 36.  | Piotr Żyła             | 197,0 m | 165,0  |
| 37.  | Dawid Kubacki          | 190,5 m | 162,5  |
| 38.  | Antti Aalto            | 192,0 m | 160,2  |
| 39.  | Artti Aigro            | 193,0 m | 159,7  |
| 40.  | Fredrik Villumstad     | 183,5 m | 155,1  |
| 41.  | Eetu Nousiainen        | 188,0 m | 152,7  |
| 42.  | Maciej Kot             | 185,5 m | 151,6  |
| 43.  | Witalij Kalinitschenko | 185,5 m | 148,1  |
| 44.  | Valentin Foubert       | 180,5 m | 145,6  |
| 45.  | Killian Peier          | 179,0 m | 142,0  |
| 46.  | Keiichi Satō           | 164,5 m | 123,7  |
| 47.  | Constantin Schmid      | 161,5 m | 120,8  |
| 48.  | Yanick Wasser          | DSQ     | DSQ    |

##### Einzel
Der Einzelwettbewerb in Vikersund sollte am 16. März 2024 stattfinden, wurde allerdings wegen starken Windes erst verschoben und dann aufgrund unbeständiger Windverhältnisse ganz abgesagt. Der Wettkampf wurde am 17. März 2024 in einem Durchgang nachgeholt.
| Rang | Name                  | Weite   | Punkte |
| ---- | --------------------- | ------- | ------ |
| 01.  | Stefan Kraft          | 244,5 m | 256,0  |
| 02.  | Daniel Huber          | 247,5 m | 248,2  |
| 03.  | Domen Prevc           | 236,5 m | 245,4  |
| 04.  | Halvor Egner Granerud | 235,5 m | 231,1  |
| 05.  | Robert Johansson      | 220,5 m | 227,0  |
| 06.  | Andreas Wellinger     | 216,5 m | 225,8  |
| 07.  | Timi Zajc             | 215,0 m | 224,0  |
| 08.  | Peter Prevc           | 223,0 m | 222,6  |
| 09.  | Ryōyū Kobayashi       | 221,0 m | 220,7  |
| 10.  | Aleksander Zniszczoł  | 219,5 m | 216,4  |
| 11.  | Jewhen Marussjak      | 216,5 m | 215,4  |
| 12.  | Giovanni Bresadola    | 217,5 m | 214,2  |
| 13.  | Stephan Leyhe         | 217,0 m | 213,9  |
| 14.  | Daniel Tschofenig     | 215,5 m | 211,1  |
| 15.  | Pius Paschke          | 202,0 m | 208,9  |

| Rang | Name | Weite | Punkte |
| ---- | ---- | ----- | ------ |
| 16.  |      | m     |        |
| 17.  |      | m     |        |
| 18.  |      | m     |        |
| 19.  |      | m     |        |
| 20.  |      | m     |        |
| 21.  |      | m     |        |
| 22.  |      | m     |        |
| 23.  |      | m     |        |
| 24.  |      | m     |        |
| 25.  |      | m     |        |
| 26.  |      | m     |        |
| 27.  |      | m     |        |
| 28.  |      | m     |        |
| 29.  |      | m     |        |
| 30.  |      | m     |        |

##### Supereinzel
Der Supereinzelwettbewerb mit drei Durchgängen in Vikersund fand am 17. März 2024 statt.
| Rang | Name                  | Weite 1 | Weite 2 | Weite 3 | Punkte |
| ---- | --------------------- | ------- | ------- | ------- | ------ |
| 01.  | Daniel Huber          | 244,0 m | 240,5 m | 231,0 m | 689,2  |
| 02.  | Stefan Kraft          | 230,0 m | 240,0 m | 232,5 m | 671,9  |
| 03.  | Timi Zajc             | 219,0 m | 235,5 m | 225,5 m | 633,0  |
| 04.  | Peter Prevc           | 216,0 m | 223,5 m | 243,5 m | 628,5  |
| 05.  | Domen Prevc           | 233,0 m | 231,0 m | 214,0 m | 619,4  |
| 06.  | Daniel Tschofenig     | 221,0 m | 227,0 m | 227,0 m | 616,8  |
| 07.  | Aleksander Zniszczoł  | 243,0 m | 217,5 m | 220,0 m | 601,5  |
| 08.  | Michael Hayböck       | 202,5 m | 210,5 m | 233,0 m | 573,6  |
| 09.  | Andreas Wellinger     | 198,5 m | 213,0 m | 228,0 m | 567,1  |
| 10.  | Gregor Deschwanden    | 214,0 m | 201,0 m | 209,0 m | 537,5  |
| 11.  | Ryōyū Kobayashi       | 209,5 m | 202,0 m | —       | 342,6  |
| 12.  | Halvor Egner Granerud | 226,0 m | 190,0 m | —       | 341,6  |
| 13.  | Philipp Raimund       | 211,5 m | 202,0 m | —       | 331,0  |
| 14.  | Giovanni Bresadola    | 194,5 m | 203,5 m | —       | 329,0  |
| 15.  | Robert Johansson      | 222,0 m | 174,0 m | —       | 323,3  |

| Rang | Name                 | Weite 1 | Weite 2 | Weite 3 | Punkte |
| ---- | -------------------- | ------- | ------- | ------- | ------ |
| 16.  | Lovro Kos            | 216,0 m | 181,0 m | —       | 317,6  |
| 17.  | Anže Lanišek         | 188,0 m | 196,0 m | —       | 311,8  |
| 18.  | Ren Nikaidō          | 193,5 m | 190,0 m | —       | 306,8  |
| 19.  | Manuel Fettner       | 200,0 m | 179,5 m | —       | 299,7  |
| 20.  | Junshirō Kobayashi   | 200,0 m | 185,5 m | —       | 296,8  |
| 21.  | Johann André Forfang | 187,0 m | —       | —       | 159,5  |
| 22.  | Niko Kytösaho        | 192,0 m | —       | —       | 158,4  |
| 23.  | Alex Insam           | 190,5 m | —       | —       | 157,4  |
| 24.  | Pius Paschke         | 180,0 m | —       | —       | 147,9  |
| 25.  | Jan Hörl             | 175,0 m | —       | —       | 143,3  |
| 26.  | Piotr Żyła           | 184,5 m | —       | —       | 141,3  |
| 27.  | Erik Belshaw         | 168,0 m | —       | —       | 130,2  |
| 28.  | Dawid Kubacki        | 146,0 m | —       | —       | 103,6  |
| 29.  | Marius Lindvik       | 125,0 m | —       | —       | 075,3  |
| 30.  | Kamil Stoch          | 105,0 m | —       | —       | 050,4  |

### Gesamtwertung
| Rang | Name                 | Punkte |
| ---- | -------------------- | ------ |
| 01.  | Stefan Kraft         | 2494,7 |
| 02.  | Peter Prevc          | 2369,1 |
| 03.  | Daniel Huber         | 2326,7 |
| 04.  | Timi Zajc            | 2281,9 |
| 05.  | Michael Hayböck      | 2239,8 |
| 06.  | Andreas Wellinger    | 2227,3 |
| 07.  | Daniel Tschofenig    | 2155,4 |
| 08.  | Gregor Deschwanden   | 2123,5 |
| 09.  | Aleksander Zniszczoł | 2121,8 |
| 10.  | Domen Prevc          | 1986,6 |
| 11.  | Anže Lanišek         | 1933,6 |
| 12.  | Ryōyū Kobayashi      | 1930,8 |
| 13.  | Ren Nikaidō          | 1908,8 |
| 14.  | Lovro Kos            | 1891,4 |
| 15.  | Johann André Forfang | 1864,4 |

| Rang | Name                  | Punkte |
| ---- | --------------------- | ------ |
| 16.  | Manuel Fettner        | 1854,6 |
| 17.  | Jan Hörl              | 1833,4 |
| 18.  | Philipp Raimund       | 1787,2 |
| 19.  | Niko Kytösaho         | 1759,7 |
| 20.  | Pius Paschke          | 1756,8 |
| 21.  | Marius Lindvik        | 1714,6 |
| 22.  | Junshirō Kobayashi    | 1691,9 |
| 23.  | Halvor Egner Granerud | 1675,7 |
| 24.  | Giovanni Bresadola    | 1602,0 |
| 25.  | Robert Johansson      | 1559,0 |
| 26.  | Piotr Żyła            | 1542,9 |
| 27.  | Alex Insam            | 1475,1 |
| 28.  | Erik Belshaw          | 1440,6 |
| 29.  | Dawid Kubacki         | 1363,3 |
| 30.  | Kamil Stoch           | 1347,8 |

## Damen

### Teilnehmerinnen
Es nehmen 53 Athletinnen aus 14 Nationen an der Raw Air der Damen 2024 teil:
| Nation             | Anzahl | Athletinnen |
| ------------------ | ------ | --- |
| Norwegen           | 6      | Thea Minyan Bjørseth, Kjersti Græsli, Ingvild Synnøve Midtskogen, Silje Opseth, Anna Odine Strøm, Heidi Dyhre Traaserud |
| Deutschland        | 6      | Selina Freitag, Luisa Görlich, Agnes Reisch, Katharina Schmid, Anna Rupprecht, Juliane Seyfarth                         |
| Finnland           | 2      | Julia Kykkänen, Jenny Rautionaho                                                                                        |
| Frankreich         | 2      | Emma Chervet, Joséphine Pagnier                                                                                         |
| Italien            | 3      | Jessica Malsiner, Lara Malsiner, Annika Sieff                                                                           |
| Japan              | 6      | Kurumi Ichinohe, Yūki Itō, Haruka Iwasa, Nozomi Maruyama, Yūka Setō, Sara Takanashi                                     |
| Kanada             | 3      | Alexandria Loutitt, Nicole Maurer, Abigail Strate                                                                       |
| Österreich         | 6      | Lisa Eder, Marita Kramer, Chiara Kreuzer, Julia Mühlbacher, Eva Pinkelnig, Jacqueline Seifriedsberger                   |
| Polen              | 3      | Pola Bełtowska, Nicole Konderla, Anna Twardosz                                                                          |
| Schweiz            | 2      | Sina Arnet, Emely Torazza                                                                                               |
| Slowakei           | 1      | Tamara Mesíková |
| Slowenien          | 5      | Taja Bodlaj, Ema Klinec, Katra Komar, Nika Križnar, Nika Prevc                                                          |
| Tschechien         | 4      | Anežka Indráčková, Karolína Indráčková, Veronika Jenčová, Klára Ulrichová                                               |
| Vereinigte Staaten | 4      | Annika Belshaw, Josie Johnson, Paige Jones, Samantha Macuga                                                             |

### Übersicht
| Datum         | Ort           | Schanze                | Anmerkung     | Siegerin                                 | Zweite                                   | Dritte                                   | Führende            |
| ------------- | ------------- | ---------------------- | ------------- | ---------------------------------------- | ---------------------------------------- | ---------------------------------------- | ------------------- |
| 08. März 2024 | Oslo          | Holmenkollbakken HS134 | Prolog        | Eirin Maria Kvandal                      | Silje Opseth                             | Eva Pinkelnig                            | Eirin Maria Kvandal |
| 09. März 2024 | Oslo          | Holmenkollbakken HS134 | Einzel        | Silje Opseth                             | Katharina Schmid                         | Eirin Maria Kvandal                      | Eirin Maria Kvandal |
| 10. März 2024 | Oslo          | Holmenkollbakken HS134 | Prolog        | Eirin Maria Kvandal                      | Katharina Schmid                         | Nika Križnar                             | Eirin Maria Kvandal |
| 10. März 2024 | Oslo          | Holmenkollbakken HS134 | Einzel        | Eirin Maria Kvandal                      | Nika Prevc                               | Eva Pinkelnig                            | Eirin Maria Kvandal |
| 12. März 2024 | Trondheim     | Granåsen HS105         | Prolog        | Eirin Maria Kvandal                      | Eva Pinkelnig                            | Nika Prevc                               | Eirin Maria Kvandal |
| 12. März 2024 | Trondheim     | Granåsen HS105         | Einzel        | Eirin Maria Kvandal                      | Eva Pinkelnig                            | Nika Križnar                             | Eirin Maria Kvandal |
| 13. März 2024 | Trondheim     | Granåsen HS138         | Prolog        | Eirin Maria Kvandal                      | Katharina Schmid                         | Sara Takanashi                           | Eirin Maria Kvandal |
| 13. März 2024 | Trondheim     | Granåsen HS138         | Einzel        | Nika Prevc                               | Eirin Maria Kvandal                      | Eva Pinkelnig                            | Eirin Maria Kvandal |
| 16. März 2024 | Vikersund     | Vikersundbakken HS240  | Einzel        | Wettbewerb wegen starken Windes abgesagt | Wettbewerb wegen starken Windes abgesagt | Wettbewerb wegen starken Windes abgesagt | Eirin Maria Kvandal |
| 17. März 2024 | Vikersund     | Vikersundbakken HS240  | Einzel        | Eirin Maria Kvandal                      | Silje Opseth                             | Ema Klinec                               | Eirin Maria Kvandal |
| Gesamtwertung | Gesamtwertung | Gesamtwertung          | Gesamtwertung | Eirin Maria Kvandal                      | Silje Opseth                             | Eva Pinkelnig                            | –                   |

### Wettkämpfe

#### Oslo
Holmenkollbakken, HS134

##### Prolog
Der Prolog zum ersten Einzelwettbewerb in Oslo fand am 8. März 2024 statt.
| Rang | Name                       | Weite   | Punkte |
| ---- | -------------------------- | ------- | ------ |
| 01.  | Eirin Maria Kvandal        | 128,5 m | 126,5  |
| 02.  | Silje Opseth               | 122,5 m | 118,4  |
| 03.  | Eva Pinkelnig              | 121,5 m | 117,2  |
| 04.  | Katharina Schmid           | 121,5 m | 116,1  |
| 05.  | Jacqueline Seifriedsberger | 117,0 m | 110,5  |
| 06.  | Sara Takanashi             | 121,0 m | 109,0  |
| 07.  | Nika Prevc                 | 118,0 m | 108,6  |
| 08.  | Selina Freitag             | 123,0 m | 108,0  |
| 09.  | Chiara Kreuzer             | 120,0 m | 106,8  |
| 10.  | Joséphine Pagnier          | 115,5 m | 105,4  |
| 11.  | Ema Klinec                 | 115,0 m | 102,6  |
| 12.  | Thea Minyan Bjørseth       | 114,5 m | 101,5  |
| 13.  | Jenny Rautionaho           | 114,5 m | 100,4  |
| 14.  | Alexandria Loutitt         | 114,5 m | 098,6  |
| 15.  | Nika Križnar               | 111,5 m | 096,1  |
| 16.  | Juliane Seyfarth           | 116,0 m | 091,8  |
| 17.  | Julia Mühlbacher           | 112,5 m | 089,9  |
| 18.  | Julia Kykkänen             | 111,0 m | 089,3  |
| 19.  | Abigail Strate             | 110,0 m | 086,5  |
| 19.  | Haruka Iwasa               | 110,0 m | 086,5  |
| 21.  | Marita Kramer              | 107,5 m | 085,8  |
| 22.  | Karolína Indráčková        | 109,5 m | 085,3  |
| 23.  | Yūki Itō                   | 105,5 m | 085,2  |
| 24.  | Annika Sieff               | 108,5 m | 082,8  |
| 25.  | Heidi Dyhre Traaserud      | 110,0 m | 082,4  |
| 26.  | Yūka Setō                  | 106,5 m | 082,3  |
| 27.  | Taja Bodlaj                | 108,0 m | 079,6  |
| 28.  | Nozomi Maruyama            | 107,5 m | 079,5  |
| 29.  | Jessica Malsiner           | 106,0 m | 079,1  |
| 30.  | Kjersti Græsli             | 107,0 m | 079,0  |
| 31.  | Luisa Görlich              | 108,5 m | 078,1  |
| 32.  | Lara Malsiner              | 105,5 m | 077,9  |
| 33.  | Anna Rupprecht             | 107,0 m | 077,7  |
| 34.  | Sina Arnet                 | 104,0 m | 074,7  |
| 35.  | Lisa Eder                  | 101,5 m | 073,0  |
| 36.  | Agnes Reisch               | 104,0 m | 072,7  |
| 37.  | Klára Ulrichová            | 103,0 m | 072,5  |
| 38.  | Nicole Maurer              | 103,5 m | 072,4  |
| 39.  | Emely Torazza              | 101,0 m | 072,0  |
| 40.  | Ingvild Synnøve Midtskogen | 102,5 m | 070,5  |

##### Einzel I
Der erste Einzelwettbewerb in Oslo fand am 9. März 2024 statt und wurde wegen starkem Wind nach dem ersten Durchgang abgebrochen.
| Rang | Name                       | Weite 1 | Weite 2 | Punkte |
| ---- | -------------------------- | ------- | ------- | ------ |
| 01.  | Silje Opseth               | 127,5 m | –       | 109,3  |
| 02.  | Katharina Schmid           | 121,5 m | –       | 106,0  |
| 03.  | Eirin Maria Kvandal        | 123,0 m | –       | 105,0  |
| 04.  | Alexandria Loutitt         | 124,0 m | –       | 103,5  |
| 05.  | Eva Pinkelnig              | 120,0 m | –       | 101,7  |
| 06.  | Nika Prevc                 | 123,0 m | –       | 101,5  |
| 07.  | Sara Takanashi             | 120,0 m | –       | 096,1  |
| 08.  | Ema Klinec                 | 117,5 m | –       | 094,9  |
| 09.  | Annika Sieff               | 118,0 m | –       | 093,4  |
| 10.  | Jacqueline Seifriedsberger | 119,5 m | –       | 091,5  |
| 11.  | Nika Križnar               | 114,0 m | –       | 085,5  |
| 12.  | Nozomi Maruyama            | 114,0 m | –       | 085,4  |
| 13.  | Chiara Kreuzer             | 110,0 m | –       | 085,3  |
| 14.  | Yūki Itō                   | 113,5 m | –       | 084,6  |
| 15.  | Thea Minyan Bjørseth       | 113,0 m | –       | 083,0  |

| Rang | Name                | Weite 1 | Weite 2 | Punkte |
| ---- | ------------------- | ------- | ------- | ------ |
| 16.  | Selina Freitag      | 111,5 m | –       | 081,2  |
| 17.  | Joséphine Pagnier   | 109,5 m | –       | 080,5  |
| 18.  | Haruka Iwasa        | 112,5 m | –       | 080,2  |
| 19.  | Julia Mühlbacher    | 111,0 m | –       | 080,1  |
| 20.  | Marita Kramer       | 109,5 m | –       | 078,4  |
| 21.  | Anna Rupprecht      | 109,5 m | –       | 078,2  |
| 22.  | Lisa Eder           | 110,5 m | –       | 077,6  |
| 23.  | Jenny Rautionaho    | 108,5 m | –       | 076,6  |
| 24.  | Lara Malsiner       | 110,0 m | –       | 075,8  |
| 25.  | Juliane Seyfarth    | 106,0 m | –       | 071,2  |
| 26.  | Sina Arnet          | 107,5 m | –       | 070,6  |
| 27.  | Taja Bodlaj         | 105,5 m | –       | 069,3  |
| 28.  | Karolína Indráčková | 106,0 m | –       | 069,0  |
| 29.  | Kjersti Græsli      | 103,5 m | –       | 067,4  |
| 30.  | Jessica Malsiner    | 104,5 m | –       | 064,4  |

##### Prolog
Der Prolog zum zweiten Einzelwettbewerb in Oslo fand am 10. März 2024 statt.
| Rang | Name                       | Weite   | Punkte |
| ---- | -------------------------- | ------- | ------ |
| 01.  | Eirin Maria Kvandal        | 116,5 m | 115,0  |
| 02.  | Katharina Schmid           | 122,5 m | 114,9  |
| 03.  | Nika Križnar               | 123,0 m | 114,1  |
| 04.  | Joséphine Pagnier          | 119,5 m | 108,7  |
| 05.  | Eva Pinkelnig              | 121,0 m | 108,0  |
| 06.  | Silje Opseth               | 113,5 m | 105,1  |
| 07.  | Sara Takanashi             | 120,0 m | 103,7  |
| 08.  | Chiara Kreuzer             | 122,0 m | 103,2  |
| 09.  | Jacqueline Seifriedsberger | 116,0 m | 102,1  |
| 10.  | Yūki Itō                   | 119,5 m | 099,9  |
| 11.  | Annika Sieff               | 115,5 m | 098,8  |
| 12.  | Yūka Setō                  | 116,5 m | 098,6  |
| 13.  | Alexandria Loutitt         | 115,0 m | 096,8  |
| 14.  | Selina Freitag             | 110,5 m | 095,1  |
| 15.  | Nika Prevc                 | 112,5 m | 094,5  |
| 16.  | Juliane Seyfarth           | 112,5 m | 094,1  |
| 17.  | Lisa Eder                  | 113,0 m | 092,9  |
| 18.  | Abigail Strate             | 115,5 m | 091,3  |
| 19.  | Ema Klinec                 | 113,0 m | 089,8  |
| 20.  | Thea Minyan Bjørseth       | 105,0 m | 089,4  |
| 21.  | Anna Rupprecht             | 107,0 m | 087,0  |
| 22.  | Jenny Rautionaho           | 113,0 m | 086,8  |
| 23.  | Luisa Görlich              | 111,0 m | 086,4  |
| 24.  | Nozomi Maruyama            | 110,0 m | 085,1  |
| 25.  | Julia Kykkänen             | 106,5 m | 084,2  |
| 26.  | Julia Mühlbacher           | 107,5 m | 083,3  |
| 27.  | Agnes Reisch               | 107,0 m | 081,5  |
| 27.  | Josie Johnson              | 108,5 m | 081,5  |
| 29.  | Lara Malsiner              | 107,0 m | 080,3  |
| 30.  | Emely Torazza              | 105,5 m | 076,6  |
| 31.  | Haruka Iwasa               | 104,5 m | 075,6  |
| 31.  | Heidi Dyhre Traaserud      | 105,5 m | 075,6  |
| 33.  | Jessica Malsiner           | 107,5 m | 075,0  |
| 34.  | Ingvild Synnøve Midtskogen | 103,5 m | 074,3  |
| 35.  | Marita Kramer              | 102,5 m | 070,3  |
| 36.  | Katra Komar                | 099,5 m | 067,9  |
| 37.  | Sina Arnet                 | 100,5 m | 067,2  |
| 38.  | Paige Jones                | 100,0 m | 066,5  |
| 39.  | Karolína Indráčková        | 103,0 m | 065,9  |
| 40.  | Anna Twardosz              | 100,5 m | 064,7  |

##### Einzel II
Der zweite Einzelwettbewerb in Oslo fand am 10. März 2024 statt.
| Rang | Name                       | Weite 1 | Weite 2 | Punkte |
| ---- | -------------------------- | ------- | ------- | ------ |
| 01.  | Eirin Maria Kvandal        | 125,5 m | 125,0 m | 242,2  |
| 02.  | Nika Prevc                 | 122,0 m | 127,5 m | 240,0  |
| 03.  | Eva Pinkelnig              | 123,5 m | 123,0 m | 231,4  |
| 04.  | Ema Klinec                 | 124,0 m | 120,5 m | 225,3  |
| 05.  | Alexandria Loutitt         | 123,0 m | 123,5 m | 224,6  |
| 06.  | Katharina Schmid           | 122,5 m | 117,0 m | 222,4  |
| 07.  | Jacqueline Seifriedsberger | 120,5 m | 128,5 m | 216,8  |
| 08.  | Silje Opseth               | 118,0 m | 122,5 m | 216,5  |
| 09.  | Joséphine Pagnier          | 115,5 m | 124,0 m | 213,2  |
| 10.  | Sara Takanashi             | 116,5 m | 117,5 m | 211,7  |
| 11.  | Heidi Dyhre Traaserud      | 114,5 m | 118,5 m | 202,7  |
| 12.  | Nika Križnar               | 116,0 m | 118,0 m | 202,4  |
| 13.  | Chiara Kreuzer             | 114,0 m | 115,5 m | 199,1  |
| 14.  | Juliane Seyfarth           | 115,5 m | 120,0 m | 198,9  |
| 15.  | Marita Kramer              | 115,5 m | 118,5 m | 196,8  |

| Rang | Name                       | Weite 1 | Weite 2 | Punkte |
| ---- | -------------------------- | ------- | ------- | ------ |
| 16.  | Lisa Eder                  | 116,0 m | 113,5 m | 195,7  |
| 17.  | Nozomi Maruyama            | 109,5 m | 117,0 m | 193,7  |
| 18.  | Ingvild Synnøve Midtskogen | 108,0 m | 112,0 m | 192,7  |
| 19.  | Jenny Rautionaho           | 117,5 m | 098,5 m | 188,4  |
| 20.  | Yūka Setō                  | 116,0 m | 110,5 m | 184,7  |
| 21.  | Luisa Görlich              | 110,5 m | 111,0 m | 182,3  |
| 22.  | Yūki Itō                   | 106,5 m | 114,5 m | 181,9  |
| 23.  | Selina Freitag             | 110,5 m | 110,5 m | 178,8  |
| 24.  | Agnes Reisch               | 109,5 m | 112,0 m | 177,0  |
| 25.  | Julia Kykkänen             | 108,5 m | 112,5 m | 176,7  |
| 26.  | Thea Minyan Bjørseth       | 107,5 m | 109,5 m | 175,3  |
| 27.  | Karolína Indráčková        | 109,5 m | 111,0 m | 170,1  |
| 28.  | Haruka Iwasa               | 110,0 m | 108,5 m | 170,0  |
| 29.  | Abigail Strate             | 105,5 m | 106,0 m | 166,4  |
| 30.  | Jessica Malsiner           | 108,5 m | 110,0 m | 165,0  |

#### Trondheim
Granåsen Skisenter, HS105 und HS138

##### Prolog
Der Prolog zum Einzelwettbewerb auf der Normalschanze in Trondheim fand am 12. März 2024 statt.
| Rang | Name                       | Weite  | Punkte |
| ---- | -------------------------- | ------ | ------ |
| 01.  | Eirin Maria Kvandal        | 99,5 m | 125,6  |
| 02.  | Eva Pinkelnig              | 99,5 m | 124,6  |
| 03.  | Nika Prevc                 | 97,5 m | 123,5  |
| 04.  | Jacqueline Seifriedsberger | 98,0 m | 119,5  |
| 05.  | Katharina Schmid           | 96,0 m | 118,0  |
| 06.  | Joséphine Pagnier          | 94,0 m | 116,3  |
| 07.  | Selina Freitag             | 95,0 m | 112,5  |
| 08.  | Abigail Strate             | 94,0 m | 111,8  |
| 09.  | Sara Takanashi             | 94,0 m | 111,5  |
| 10.  | Alexandria Loutitt         | 93,0 m | 111,4  |
| 11.  | Nika Križnar               | 96,5 m | 110,9  |
| 12.  | Yūki Itō                   | 91,0 m | 109,1  |
| 13.  | Thea Minyan Bjørseth       | 92,0 m | 108,4  |
| 14.  | Jenny Rautionaho           | 91,5 m | 106,7  |
| 15.  | Marita Kramer              | 91,5 m | 104,8  |
| 16.  | Yūka Setō                  | 90,5 m | 104,7  |
| 17.  | Katra Komar                | 90,5 m | 104,1  |
| 18.  | Annika Sieff               | 90,0 m | 103,6  |
| 19.  | Lisa Eder                  | 89,5 m | 100,9  |
| 20.  | Lara Malsiner              | 89,0 m | 100,3  |
| 21.  | Silje Opseth               | 88,5 m | 099,7  |
| 22.  | Nozomi Maruyama            | 88,0 m | 099,5  |
| 23.  | Julia Mühlbacher           | 88,5 m | 099,0  |
| 24.  | Anna Rupprecht             | 88,0 m | 098,5  |
| 25.  | Emely Torazza              | 87,0 m | 096,6  |
| 26.  | Ema Klinec                 | 86,5 m | 095,3  |
| 27.  | Karolína Indráčková        | 86,5 m | 095,0  |
| 27.  | Juliane Seyfarth           | 87,0 m | 095,0  |
| 29.  | Julia Kykkänen             | 86,0 m | 094,5  |
| 30.  | Chiara Kreuzer             | 85,5 m | 092,9  |
| 31.  | Agnes Reisch               | 85,5 m | 092,8  |
| 32.  | Heidi Dyhre Traaserud      | 85,0 m | 092,2  |
| 33.  | Nicole Maurer              | 85,5 m | 091,6  |
| 34.  | Taja Bodlaj                | 85,0 m | 091,5  |
| 35.  | Sina Arnet                 | 84,0 m | 090,3  |
| 36.  | Jessica Malsiner           | 84,5 m | 089,4  |
| 37.  | Ingvild Synnøve Midtskogen | 81,5 m | 084,0  |
| 38.  | Luisa Görlich              | 82,5 m | 083,9  |
| 39.  | Haruka Iwasa               | 80,0 m | 081,9  |
| 40.  | Josie Johnson              | 79,0 m | 079,1  |

##### Einzel Normalschanze
Der Einzelwettbewerb auf der Normalschanze in Trondheim fand am 12. März 2024 statt.
| Rang | Name                       | Weite 1 | Weite 2 | Punkte |
| ---- | -------------------------- | ------- | ------- | ------ |
| 01.  | Eirin Maria Kvandal        | 96,0 m  | 098,5 m | 256,0  |
| 02.  | Eva Pinkelnig              | 96,0 m  | 099,5 m | 255,4  |
| 03.  | Nika Križnar               | 97,0 m  | 098,5 m | 255,2  |
| 04.  | Alexandria Loutitt         | 96,5 m  | 101,5 m | 253,9  |
| 05.  | Nika Prevc                 | 95,0 m  | 097,5 m | 252,5  |
| 06.  | Jacqueline Seifriedsberger | 94,5 m  | 095,5 m | 246,9  |
| 07.  | Selina Freitag             | 93,0 m  | 097,0 m | 244,2  |
| 08.  | Joséphine Pagnier          | 94,0 m  | 093,5 m | 238,2  |
| 09.  | Sara Takanashi             | 92,5 m  | 099,5 m | 236,8  |
| 10.  | Thea Minyan Bjørseth       | 88,0 m  | 096,5 m | 232,1  |
| 11.  | Nozomi Maruyama            | 89,0 m  | 095,5 m | 229,6  |
| 12.  | Silje Opseth               | 89,0 m  | 094,5 m | 229,0  |
| 13.  | Marita Kramer              | 90,5 m  | 094,0 m | 228,7  |
| 14.  | Lisa Eder                  | 91,5 m  | 092,0 m | 228,2  |
| 15.  | Yūki Itō                   | 90,0 m  | 093,5 m | 227,4  |
| 16.  | Katharina Schmid           | 87,0 m  | 093,0 m | 222,0  |

| Rang | Name                  | Weite 1 | Weite 2 | Punkte |
| ---- | --------------------- | ------- | ------- | ------ |
| 17.  | Annika Sieff          | 91,0 m  | 89,0 m  | 221,4  |
| 18.  | Abigail Strate        | 87,0 m  | 91,0 m  | 216,6  |
| 19.  | Heidi Dyhre Traaserud | 89,0 m  | 90,0 m  | 215,4  |
| 20.  | Katra Komar           | 86,5 m  | 90,5 m  | 215,3  |
| 21.  | Yūka Setō             | 86,5 m  | 88,0 m  | 209,7  |
| 22.  | Julia Mühlbacher      | 87,0 m  | 87,5 m  | 209,5  |
| 23.  | Jenny Rautionaho      | 84,0 m  | 91,5 m  | 208,3  |
| 24.  | Anna Rupprecht        | 89,0 m  | 86,5 m  | 206,9  |
| 25.  | Lara Malsiner         | 85,5 m  | 86,0 m  | 205,5  |
| 26.  | Agnes Reisch          | 86,5 m  | 88,5 m  | 204,5  |
| 27.  | Karolína Indráčková   | 84,0 m  | 90,0 m  | 202,3  |
| 28.  | Juliane Seyfarth      | 83,5 m  | 90,0 m  | 200,8  |
| 29.  | Luisa Görlich         | 84,0 m  | 89,0 m  | 198,6  |
| 30.  | Haruka Iwasa          | 85,5 m  | 85,5 m  | 197,5  |
| 31.  | Nicole Maurer         | 85,5 m  | 83,0 m  | 197,2  |

##### Prolog
Der Prolog zum Einzelwettbewerb auf der Großschanze in Trondheim fand am 13. März 2024 statt.
| Rang | Name                       | Weite   | Punkte |
| ---- | -------------------------- | ------- | ------ |
| 01.  | Eirin Maria Kvandal        | 129,5 m | 130,3  |
| 02.  | Katharina Schmid           | 123,0 m | 115,8  |
| 03.  | Sara Takanashi             | 120,5 m | 112,5  |
| 04.  | Eva Pinkelnig              | 120,0 m | 110,6  |
| 05.  | Nika Križnar               | 114,5 m | 107,6  |
| 06.  | Lisa Eder                  | 124,0 m | 104,7  |
| 07.  | Thea Minyan Bjørseth       | 116,5 m | 102,5  |
| 08.  | Selina Freitag             | 121,0 m | 101,3  |
| 09.  | Nozomi Maruyama            | 120,5 m | 100,9  |
| 10.  | Marita Kramer              | 118,5 m | 098,5  |
| 11.  | Annika Sieff               | 117,5 m | 097,7  |
| 12.  | Silje Opseth               | 114,5 m | 096,3  |
| 13.  | Nika Prevc                 | 111,0 m | 094,7  |
| 14.  | Yūki Itō                   | 109,5 m | 092,1  |
| 15.  | Yūka Setō                  | 115,5 m | 090,9  |
| 16.  | Katra Komar                | 114,5 m | 089,2  |
| 16.  | Joséphine Pagnier          | 109,5 m | 089,2  |
| 18.  | Agnes Reisch               | 109,0 m | 089,1  |
| 19.  | Jacqueline Seifriedsberger | 107,5 m | 089,0  |
| 20.  | Alexandria Loutitt         | 109,0 m | 088,4  |
| 21.  | Jenny Rautionaho           | 109,0 m | 088,0  |
| 22.  | Anna Rupprecht             | 110,0 m | 086,1  |
| 23.  | Luisa Görlich              | 113,0 m | 085,0  |
| 24.  | Heidi Dyhre Traaserud      | 104,0 m | 078,5  |
| 25.  | Julia Mühlbacher           | 110,0 m | 076,9  |
| 26.  | Abigail Strate             | 106,5 m | 076,1  |
| 27.  | Chiara Kreuzer             | 101,0 m | 075,8  |
| 28.  | Emely Torazza              | 108,0 m | 074,7  |
| 29.  | Juliane Seyfarth           | 107,0 m | 074,5  |
| 30.  | Ema Klinec                 | 105,5 m | 073,3  |
| 31.  | Kjersti Græsli             | 101,5 m | 072,9  |
| 32.  | Kurumi Ichinohe            | 100,5 m | 067,6  |
| 33.  | Julia Kykkänen             | 102,0 m | 066,3  |
| 34.  | Klára Ulrichová            | 098,5 m | 065,8  |
| 35.  | Nicole Maurer              | 100,0 m | 065,7  |
| 36.  | Karolína Indráčková        | 095,0 m | 063,0  |
| 37.  | Ingvild Synnøve Midtskogen | 100,0 m | 062,7  |
| 37.  | Jessica Malsiner           | 097,5 m | 062,7  |
| 39.  | Taja Bodlaj                | 100,0 m | 062,6  |
| 40.  | Lara Malsiner              | 097,5 m | 061,9  |

##### Einzel Großschanze
Der Einzelwettbewerb auf der Großschanze in Trondheim fand am 13. März 2024 statt.
| Rang | Name                       | Weite 1 | Weite 2 | Punkte |
| ---- | -------------------------- | ------- | ------- | ------ |
| 01.  | Nika Prevc                 | 127,0 m | 128,0 m | 260,2  |
| 02.  | Eirin Maria Kvandal        | 127,5 m | 129,5 m | 258,6  |
| 03.  | Eva Pinkelnig              | 124,5 m | 126,0 m | 256,8  |
| 04.  | Nika Križnar               | 124,5 m | 128,5 m | 256,7  |
| 05.  | Alexandria Loutitt         | 123,5 m | 128,5 m | 245,0  |
| 06.  | Silje Opseth               | 121,0 m | 125,0 m | 238,9  |
| 07.  | Katharina Schmid           | 113,0 m | 125,0 m | 229,2  |
| 08.  | Nozomi Maruyama            | 119,0 m | 123,0 m | 229,1  |
| 09.  | Selina Freitag             | 115,5 m | 126,0 m | 227,4  |
| 09.  | Joséphine Pagnier          | 122,0 m | 120,5 m | 227,4  |
| 11.  | Jacqueline Seifriedsberger | 113,0 m | 123,5 m | 220,2  |
| 12.  | Yūki Itō                   | 109,5 m | 117,0 m | 217,6  |
| 13.  | Thea Minyan Bjørseth       | 118,5 m | 119,5 m | 217,5  |
| 14.  | Heidi Dyhre Traaserud      | 116,5 m | 116,0 m | 217,1  |
| 15.  | Katra Komar                | 112,0 m | 118,5 m | 215,5  |

| Rang | Name                | Weite 1 | Weite 2 | Punkte |
| ---- | ------------------- | ------- | ------- | ------ |
| 16.  | Agnes Reisch        | 117,0 m | 119,5 m | 210,3  |
| 17.  | Sara Takanashi      | 115,0 m | 124,0 m | 209,0  |
| 18.  | Annika Sieff        | 111,5 m | 121,0 m | 206,0  |
| 19.  | Lisa Eder           | 116,5 m | 116,5 m | 205,0  |
| 20.  | Ema Klinec          | 109,5 m | 118,5 m | 199,2  |
| 21.  | Luisa Görlich       | 114,5 m | 123,5 m | 197,1  |
| 22.  | Yūka Setō           | 108,5 m | 120,5 m | 194,7  |
| 23.  | Marita Kramer       | 102,5 m | 112,5 m | 190,8  |
| 24.  | Chiara Kreuzer      | 107,5 m | 113,0 m | 184,7  |
| 25.  | Jenny Rautionaho    | 109,5 m | 119,5 m | 184,0  |
| 26.  | Juliane Seyfarth    | 113,0 m | 109,5 m | 181,9  |
| 27.  | Julia Mühlbacher    | 106,0 m | 112,5 m | 181,7  |
| 28.  | Kurumi Ichinohe     | 104,0 m | 108,5 m | 166,4  |
| 29.  | Karolína Indráčková | 103,5 m | 103,0 m | 163,3  |
| 30.  | Lara Malsiner       | 107,5 m | 100,0 m | 161,4  |

#### Vikersund
Vikersundbakken, HS240

##### Einzel I
Der erste Einzelwettbewerb in Vikersund sollte am 16. März 2024 stattfinden, wurde wegen starken Windes erst verschoben und dann ganz abgesagt.

##### Einzel II
Der zweite Einzelwettbewerb in Vikersund fand am 17. März 2024 statt.
| Rang | Name                       | Weite 1 | Weite 2 | Punkte |
| ---- | -------------------------- | ------- | ------- | ------ |
| 01.  | Eirin Maria Kvandal        | 202,0 m | 212,0 m | 431,2  |
| 02.  | Silje Opseth               | 203,0 m | 230,5 m | 425,2  |
| 03.  | Ema Klinec                 | 197,0 m | 203,0 m | 375,9  |
| 04.  | Katharina Schmid           | 183,5 m | 195,0 m | 355,2  |
| 05.  | Yūki Itō                   | 200,0 m | 185,0 m | 348,1  |
| 06.  | Sara Takanashi             | 188,0 m | 188,0 m | 344,5  |
| 07.  | Jacqueline Seifriedsberger | 191,5 m | 180,5 m | 333,9  |
| 08.  | Alexandria Loutitt         | 200,0 m | 177,0 m | 331,8  |
| 09.  | Eva Pinkelnig              | 194,0 m | 180,0 m | 329,2  |
| 10.  | Nika Križnar               | 182,0 m | 184,5 m | 328,6  |
| 11.  | Nika Prevc                 | 190,5 m | 161,0 m | 303,5  |
| 12.  | Lisa Eder                  | 174,0 m | 173,0 m | 298,3  |
| 13.  | Joséphine Pagnier          | 168,0 m | 181,0 m | 293,2  |
| 14.  | Nozomi Maruyama            | 176,0 m | 170,5 m | 288,0  |
| 15.  | Thea Minyan Bjørseth       | 159,0 m | 177,5 m | 270,4  |
| 16.  | Selina Freitag             | 165,0 m | 169,5 m | 266,1  |
| 17.  | Jenny Rautionaho           | 155,0 m | 175,0 m | 265,5  |

### Gesamtwertung
| Rang | Name                       | Punkte |
| ---- | -------------------------- | ------ |
| 01.  | Eirin Maria Kvandal        | 1790,4 |
| 02.  | Silje Opseth               | 1638,4 |
| 03.  | Eva Pinkelnig              | 1634,9 |
| 04.  | Katharina Schmid           | 1599,6 |
| 05.  | Nika Prevc                 | 1579,0 |
| 06.  | Nika Križnar               | 1557,1 |
| 07.  | Alexandria Loutitt         | 1554,0 |
| 08.  | Sara Takanashi             | 1534,8 |
| 09.  | Jacqueline Seifriedsberger | 1530,4 |
| 10.  | Joséphine Pagnier          | 1472,1 |
| 11.  | Yūki Itō                   | 1445,9 |
| 12.  | Selina Freitag             | 1414,6 |
| 13.  | Nozomi Maruyama            | 1390,8 |
| 14.  | Thea Minyan Bjørseth       | 1380,1 |
| 15.  | Lisa Eder                  | 1376,3 |

| Rang | Name | Punkte |
| ---- | ---- | ------ |
| 16.  |      |        |
| 17.  |      |        |
| 18.  |      |        |
| 19.  |      |        |
| 20.  |      |        |
| 21.  |      |        |
| 22.  |      |        |
| 23.  |      |        |
| 24.  |      |        |
| 25.  |      |        |
| 26.  |      |        |
| 27.  |      |        |
| 28.  |      |        |
| 29.  |      |        |
| 30.  |      |        |